# Westfalenterrier
Westfalenterrier er en jagthund af gruppen af korttidsdrivende hunde.